# اسکیفوگ
اسکیفوگ (به انگلیسی: Ysceifiog) یک منطقهٔ مسکونی در بریتانیا است که در فلینتشر واقع شده‌است. اسکیفوگ ۱٬۲۸۶ نفر جمعیت دارد.